# Sauris pelagitis
Sauris pelagitis är en fjärilsart som beskrevs av Louis Beethoven Prout 1933. Sauris pelagitis ingår i släktet Sauris och familjen mätare. Inga underarter finns listade.